# André Minninger
André Minninger (* 19. Juni 1965 in Hamburg) ist ein deutscher Autor, Hörspielproduzent und Hörspielsprecher. Er produziert gemeinsam mit Heikedine Körting u. a. die Hörspiel-Serien Die drei ???, Hanni und Nanni und Gruselserie, für die er auch die Hörspielskripte und Dialogbücher schreibt.

## Leben
Nachdem André Minninger als Jugendlicher bei der Betrachtung einer Kassettenhülle auf die Miller International Schallplatten GmbH, die sich in der Nähe seines Wohnorts befand, aufmerksam geworden war, begann er dort zu Beginn der 1980er-Jahre nach mehreren Bewerbungen eine Ausbildung. Im zur Plattenfirma Miller International Schallplatten gehörigen „Tonstudio Europa“ (heute „Studio Körting“) erledigte er zunächst kleinere Aufgaben, ab 1982 hatte er auch erste Sprechrollen.
Nach dem Abschluss der Handelsschule mit mittlerer Reife stieg André Minninger 1983 zum freien Mitarbeiter auf, wo er nun als Tontechniker und Assistent arbeitete.
Zwischendurch machte Minninger im Hamburger Rabbit Studio Walt-Disney-Hörspiele für Karussell. Ab 1990 übernahm er bei Europa auch die redaktionelle Betreuung von Hörspielserien, schrieb seine ersten Skripte für die Hörspieladaptionen der Nightmare-Filme und trat 1994 die Nachfolge von H. G. Francis als Autor von Dialogbüchern an. Seither produziert er oft gemeinsam mit Regisseurin Heikedine Körting. Gelegentlich taucht er in den Produktionen auch in kleineren Rollen als Sprecher auf (auch unter den Pseudonymen Michael Lampe, Norman Messer, Peter Karstens oder Holger Masch) und kümmert sich beispielsweise um die Sound-Effekte, die Musik-Auswahl oder die Sprecher-Auswahl.
Aufgrund des Rechtsstreits mit dem Musiker Carsten Bohn in den 1990er-Jahren musste Minninger dessen Musiken in allen Hörspielen gegen neue Musiken (u. a. von Jan-Friedrich Conrad, Andris Zeiberts und Constantin Stahlberg) austauschen und die Hörspiele auf Kassettenlänge kürzen.
Von 1997 bis 2002 veröffentlichte er acht Bücher für die Jugendkrimireihe Die drei ???. Nach einer längeren Auszeit als Romanautor kehrte er im Jahr 2012 mit dem Weihnachts-Special Die drei ??? und der 5. Advent zurück, seitdem schreibt er auch wieder reguläre Bücher zur Serie. Zudem eröffnete er mit der Kurzgeschichte Der siebte Gast den Sammelband Das Rätsel der Sieben.
Nach dem Tod von Stefan Wolf schrieb er auch ein Buch und einige Hörspielfolgen für die TKKG-Reihe. So auch Hörspielfolge 171 Das lebende Gemälde, die ursprünglich als Skript für DiE DR3i dienen sollte, jedoch dann aufgrund der Fortführung der drei ??? von Minninger umgeschrieben wurde. Für 40 reguläre TKKG-Hörspiele zwischen 1995 und 2012 schrieb Minninger die Skripte.
Für die drei ??? schreibt er seit Folge 61 … und die Rache des Tigers die Hörspielskripte.
Seitdem die bestehenden Bücher von Enid Blyton aus der Hanni-und-Nanni-Reihe alle vertont wurden, schreibt er die Dialogbücher zu dieser Hörspielserie, die bislang 79 Folgen umfasst, im Jahr 2025 jedoch eingestellt werden soll.
Im Jahr 2019 startete das Label Europa ein Revival der Hörspielserie Gruselserie, für deren Folgen Minninger die Bücher schreibt.
Minninger lebt in Hamburg. Er hat einen Bruder.

## Werke (Auswahl)

### Die drei???
Reguläre Die-drei-???-Bücher:
- Stimmen aus dem Nichts (76)
- Im Bann des Voodoo (79)
- Die Karten des Bösen (83)
- Vampir im Internet (88)
- Insektenstachel (95)
- Rufmord (96)
- … und das Hexenhandy (99)
- Der Mann ohne Kopf (104)
- … und die flüsternden Puppen (179)
- Signale aus dem Jenseits (187)
- … und die Zeitreisende (193)
- Höhenangst (199)
- Die Spur der Toten (224)
- Der Ruf der Krähen (229)
- … und der lebende Tresor (235)

Sonderfälle für Die drei ???:
- Das Rätsel der Sieben (Kurzgeschichtenband)
  - Der siebte Gast
- … und der 5. Advent (Adventskalender)
- … und der Zeitgeist (Kurzgeschichtenband)
  - Der verschwundene Zeitgeist
- … und der schwarze Tag (Kurzgeschichtenband)
  - Schwarze Seelen
- Böser die Glocken nie klingen (Adventskalender)

### DiE DR3i
Hörspielvorlagen für DiE DR3i:
- Die Pforte zum Jenseits (2)
- Tödliche Regie (6)

### Fünf Freunde
Hörspielvorlagen für Fünf Freunde:
- Fünf Freunde auf gefährlichen Pfaden (30)
- Fünf Freunde in der Geisterbahn (31)
- Fünf Freunde und das Geheimnis des Oldtimers (32)
- Fünf Freunde entdecken den Geheimgang (33)

### Gruselserie
Hörspielvorlagen für die neue Gruselserie:
- Polterabend – Nacht des Entsetzens (1)
- Yeti – Kreatur aus dem Himalaya (2)
- Moskitos – Anflug der Killer-Insekten (3)
- Projekt X – Invasion der Aliens (4)
- Dracula – Tod im All (5)
- SOS – Wasserleichen an Bord (6)
- Mondära – Im Todesgriff der Würgepflanze (7)
- Frankensteins Nichte – Die Erbin des Wahnsinns (8)
- Ouija – Terror im Geisterhaus (9)
- Subway 666 – Endstation Hölle (10)
- Gothic Land – Treibjagd im Vergnügungspark (11)
- Der Unsichtbare – Injektion des Bösen (12)

### Hanni und Nanni
Hörspielvorlagen für Hanni und Nanni:
- Hanni und Nanni und ihre Gäste (15)
- Wintertrubel mit Hanni und Nanni (17)
- Hanni und Nanni sind die besten Freundinnen (18)
- Gefährliches Spiel für Hanni und Nanni (19)
- Hanni und Nanni sind große Klasse (20)
- Hanni und Nanni retten die Pferde (21)
- Gute Zeiten mit Hanni und Nanni (22)
- Hanni und Nanni hüten ein Geheimnis (23)
- Hanni und Nanni und das Wasserballett (24)
- Hanni und Nanni auf falscher Fährte (25)
- Schwere Entscheidung für Hanni und Nanni (26)
- Applaus für Hanni und Nanni (27)
- Hanni und Nanni im Schauspielhaus (28)
- Geisterbeschwörung mit Hanni und Nanni (29)
- Hanni und Nanni wittern eine Tragödie (30)
- Alarm bei Hanni und Nanni (31)
- Hanni und Nanni lösen alle Probleme (32)
- Hanni und Nanni gefangen im Eis (33)
- Hanni und Nanni auf der Flucht (34)
- Hanni und Nanni allein in Lindenhof (35)
- Hanni und Nanni beschützen die Tiere (36)
- Hanni und Nanni gefährden eine Freundschaft (37)
- Hanni und Nanni in ernster Gefahr (38)
- Hanni und Nanni auf hoher See (39)
- Hanni und Nanni helfen in der Not (40)
- Hanni und Nanni und die geheime Mitternachtsparty (41)
- Schöne Bescherung für Hanni und Nanni (42)
- Hanni und Nanni in Paris (43)
- Hanni und Nanni stehen vor einem Rätsel (44)
- Hanni und Nanni auf heißer Spur (45)
- Hanni und Nanni auf dem Reiterhof (46)
- Hanni und Nanni im Kinderdorf (47)
- Hanni und Nanni und das große Vermächtnis (48)
- Hanni und Nanni ermitteln im Dunklen (49)
- Hanni und Nanni kämpfen um Internat Lindenhof (50)
- Hanni und Nanni in geheimer Mission (51)
- Castingfieber mit Hanni und Nanni (52)
- Hanni und Nanni außer Kontrolle (53)
- Frischer Wind um Hanni und Nanni (54)
- Hanni und Nanni im Schulcafé (55)
- Schwere Wahl für Hanni und Nanni (56)
- Hanni und Nanni und das Verbrechen im Schnee (57)
- Sommerspaß mit Hanni und Nanni (58)
- Bittere Lehre für Hanni & Nanni (59)
- Halloweenspuk mit Hanni und Nanni (60)
- Hanni und Nanni bleiben am Ball (61)
- Üble Verschwörung gegen Hanni und Nanni (62)
- Hanni und Nanni werden umschwärmt (63)
- Tolle Stimmung mit Hanni und Nanni (64)
- Hanni und Nanni voll im Trend! (65)
- Hanni und Nanni tauchen unter (66)
- Hanni und Nanni im Hochzeitsrausch (67)
- Schlaflose Nächte mit Hanni und Nanni (68)
- Süße Versuchung für Hanni und Nanni (69)
- Schlechte Karten für Hanni und Nanni (70)
- Hanni und Nanni sind nicht zu bremsen (71)
- Volle Kasse für Hanni und Nanni (72)
- Beauty-Abend mit Hanni und Nanni (73)
- Hanni und Nanni spielen falsch (74)
- Hände Hoch, Hanni und Nanni! (75)
- Auf Hanni und Nanni ist immer Verlass (76)
- Durch Zeit und Raum mit Hanni und Nanni (77)
- Daumen hoch, Hanni und Nanni! (78)

### TKKG
TKKG-Bücher:
- Anschlag auf die Achterbahn (109)

Hörspielvorlagen für TKKG:
- Erpresser fahren Achterbahn (156)
- Oskar und die sieben Zwerge (157)
- Böses Spiel im Sommercamp (159)
- Das Grauen naht um Zwölf (160)
- Ein Yeti in der Millionenstadt (161)
- Gefahr für Oskar! (162)
- Operation Hexen-Graffiti (164)
- Advent mit Knall-Effekt (165)
- Das Mädchen mit der Kristallkugel (166)
- Tatort Dschungel (169)
- Schock im Schnee (170)
- Das lebende Gemälde (171; urspr. für DiE DR3i)
- Doppelgänger auf der Rennbahn (174)
- Hai-Alarm im Aquapark (178; zuvor als Special erschienen)
- Morgen kommt das Weihnachtsgrauen (Adventskalender)